# Coelosaurus
Coelosaurus ist eine kaum bekannte Gattung von Dinosauriern aus der Gruppe der Coelurosauria. Von diesem Dinosaurier sind bislang nur einzelne Bruchstücke der Gliedmaßenknochen gefunden worden, die manchmal provisorisch den Ornithomimosauria zugerechnet werden.
Es wurden zwei Arten beschrieben: Coelosaurus antiquus von Joseph Leidy 1865 und Coelosaurus affinis von Charles W. Gilmore 1920. Der Name bedeutet „hohle Echse“, die Funde stammen aus mehreren Formationen im Osten der USA. Während C. antiquus aus der späten Oberkreide (vor 83 bis 66 Millionen Jahren) stammt, ist Coelosaurus affinis aus der Unterkreide bekannt (vor 130 bis 100 Millionen Jahren).
Beide Arten gelten als nomina dubia, das heißt die Funde sind zu spärlich, um genauere Aussagen über das Aussehen oder die systematische Zugehörigkeit machen zu können.